# Miyagi prefektur
Miyagi prefektur (宮城県; Miyagi-ken) är belägen i Tohoku-området på ön Honshu i Japan. Residensstaden är Sendai.

## Prefektursymboler
Miyagis emblem antogs den 15 juli 1966, medelst notis nummer 499. Emblemet visar dels en stiliserad miyagibuskklöver (som är prefekturblomman), dels ett stiliserat hiragana‐tecken み (”Mi” som i ”Miyagi”). Buskklöverns tre blad står för enhet, folkets vänskap och Miyagis framsteg.
I flaggan uppträder prefekturemblemet i vitt mot grön bakgrund. Den antogs ursprungligen samtidigt som emblemet, och hade då proportionerna 7:10. Flaggan som fastställdes i notis nummer 499 ersattes sedermera den 16 november 1999, medelst notis nummer 1294 – den nya flaggan är dock i praktiken identisk med den ursprungliga, fast med proportionerna 2:3.

## Administrativ indelning
Prefekturen var per 10 okt 2016 indelad i 14 städer (-shi) och 21 kommuner (-chō, -machi eller -mura). 
Kommunerna grupperas i tio distrikt (-gun). Distrikten har ingen administrativ funktion utan fungerar i huvudsak som postadressområden.
Sendai har speciell status som signifikant stad (seirei shitei toshi).
Städer:
- Higashimatsushima, Ishinomaki, Iwanuma, Kakuda, Kesennuma, Kurihara, Natori, Ōsaki, Sendai, Shiogama, Shiroishi, Tagajō, Tome, Tomiya

Distrikt och kommuner:
| - Igu distrikt - Marumori - Kami distrikt - Kami - Shikama - Katta distrikt - Shichikashuku - Zaō | - Kurokawa distrikt - Ōhira - Ōsato - Taiwa - Miyagi distrikt - Matsushima - Rifu - Shichigahama | - Motoyoshi distrikt - Minamisanriku - Oshika distrikt - Onagawa - Shibata distrikt - Kawasaki - Murata - Ōgawara - Shibata | - Tōda distrikt - Misato - Wakuya - Watari distrikt - Watari - Yamamoto |

## Geografi
Mitt i Sendai-bukten ligger Matsushima, ”Tallöarna”,  en ögrupp med 260 små öar täckta av talldungar.  Den anses vara en av Japans tre vyer tillsammans med sandbanken Amanohashidate och portalen (torii) i vattnet utanför templet vid Itsukushima.

## Naturkatastrofer
Den 11 mars 2011 inträffade en jordbävning med magnituden 9,0 på havsbottnen utanför, som ledde till att en tsunami träffade Miyagiprefekturens kust och förorsakade mycket omfattande skador i området. Tsunamin var en av de värsta och dess höjd uppskattas här ha varit ungefär 10 meter. Kesennuma och Minamisanriku är ett par av de värst drabbade kustorterna.